# Unión Regionalista Aragonesa
La Unión Regionalista Aragonesa fue una formación política aragonesista que apareció el 4 de noviembre de 1916 en Zaragoza. Sus juventudes se denominaban Juventud Regionalista Aragonesa. La URA se mantuvo activa hasta agosto de 1920, cuando varios de sus miembros fueron nombrados concejales del ayuntamiento de Zaragoza. Renació al inicio de la Dictadura de Primo de Rivera, en 1923, para desaparecer poco más tarde.
Su objetivo era la formación de una mancomunidad en Aragón y sus principales miembros eran Juan Moneva y Puyol, Andrés Giménez Soler, Antonio de Gregorio Rocasolano y Manuel Marraco.